# 保持關注：大理石黃蜂的故事
《靈異監視》（英語：Always Watching: A Marble Hornets Story）是一部由詹姆斯·莫蘭（James Moran）執導的2015年美國尋獲超自然恐怖片。
这部电影改编自YouTube 2009年～2014年的偽紀綠片《大理石黄蜂》（Marble Hornets），灵感来自于「瘦長人」都市传说。